# Soroavisaurus
Soroavisaurus es un género extinto de ave enantiornita perteneciente a la familia Avisauridae. Vivió durante el Cretácico Superior en Argentina. La única especie conocida, S. australis, es conocida a partir de fósiles recolectados de la Formación Lecho (etapa del Maastrichtiense) en Estancia El Brete, en el extremo sur de la provincia de Salta, Argentina. Los especímenes se encuentran en la colección de la Fundación-Instituto Miguel Lillo, Tucumán. Son catalogados como PVL-4690, un tarsometatarso izquierdo de 46.9 milímetros de largo, y PVL-4048, el cual incluye a otro tarsometatarso izquierdo de 51.5 mm de largo asociado con un hallux incompleto, el dígito I, y cuatro falanges intermedias. PVL-4048 fue anteriormente descrito como "Avisaurus sp." (véase Avisaurus).